# Podział administracyjny Kościoła katolickiego w Wenezueli
Podział administracyjny Kościoła katolickiego w Wenezueli – w ramach Kościoła katolickiego w Wenezueli funkcjonuje obecnie dziewięć metropolii, w których skład wchodzi dziewięć archidiecezji i dwadzieścia trzy diecezje. Ponadto istnieją cztery wikariaty apostolskie i wojskowy ordynariat polowy podlegające bezpośrednio do Rzymu. Osobną organizację posiadają Katolickie Kościoły wschodnie, takie jak: Kościół melchicki i Kościół syryjski.

## Kościół katolicki obrządku łacińskiego

### Metropolia Barquisimeto
- Archidiecezja Barquisimeto
  - Diecezja Acarigua–Araure
  - Diecezja Carora
  - Diecezja Guanare
  - Diecezja San Felipe

### Metropolia Calabozo
- Archidiecezja Calabozo
  - Diecezja San Fernando de Apure
  - Diecezja Valle de la Pascua

### Metropolia Caracas
- Archidiecezja Caracas
  - Diecezja Guarenas
  - Diecezja La Guaira
  - Diecezja Los Teques

### Metropolia Ciudad Bolívar
- Archidiecezja Ciudad Bolívar
  - Diecezja Ciudad Guayana
  - Diecezja Maturín

### Metropolia Coro
- Archidiecezja Coro
  - Diecezja Punto Fijo

### Metropolia Cumaná
- Archidiecezja Cumaná
  - Diecezja Barcelona
  - Diecezja Carúpano
  - Diecezja El Tigre
  - Diecezja Margarita

### Metropolia Maracaibo
- Archidiecezja Maracaibo
  - Diecezja Cabimas
  - Diecezja El Vigia-San Carlos del Zulia
  - Diecezja Guasdualito
  - Diecezja Machiques

### Metropolia Mérida
- Archidiecezja Mérida
  - Diecezja Barinas
  - Diecezja San Cristóbal de Venezuela
  - Diecezja Trujillo

### Metropolia Valencia en Venezuela
- Archidiecezja Valencia en Venezuela
  - Diecezja Maracay
  - Diecezja Puerto Cabello
  - Diecezja San Carlos de Venezuela

### Diecezje podległebezpośredniodoRzymu
- Ordynariat Polowy Wenezueli
- Wikariat apostolski Caroní
- Wikariat apostolski Puerto Ayacucho
- Wikariat apostolski Tucupita

## Kościół katolicki obrządku grecko-melchickiego
- Egzarchat Apostolski Wenezueli[1]

## Kościół katolicki obrządku syryjskiego
- Egzarchat Apostolski Wenezueli[1]